# Szwajcaria na Zimowych Igrzyskach Olimpijskich 2002
Szwajcarię na Zimowych Igrzyskach Olimpijskich 2002 reprezentowało 110 zawodników w 12 dyscyplinach. 
Szwajcarzy zdobyli jedenaście medali, w tym trzy złote (dwa wywalczył Simon Ammann).

## Medaliści
| Medal | Zawodnicy                                                                          | Dyscyplina            | Konkurencja                |
| ----- | ---------------------------------------------------------------------------------- | --------------------- | -------------------------- |
|       | Simon Ammann                                                                       | Skoki narciarskie     | Skocznia normalna          |
|       | Simon Ammann                                                                       | Skoki narciarskie     | Skocznia duża              |
|       | Philipp Schoch                                                                     | Snowboarding          | Gigant równoległy mężczyzn |
|       | Christian Reich Steve Anderhub                                                     | Bobsleje              | Dwójki mężczyzn            |
|       | Luzia Ebnöther Mirjam Ott Tanya Frei Laurence Bidaud Nadia Röthlisberger           | Curling               | Kobiety                    |
|       | Sonja Nef                                                                          | Narciarstwo alpejskie | Slalom gigant kobiet       |
|       | Martin Annen Beat Hefti                                                            | Bobsleje              | Dwójki mężczyzn            |
|       | Andrea Huber Laurence Rochat Brigitte Albrecht Loretan Natascia Leonardi Cortesi   | Biegi narciarskie     | Sztafeta kobiet            |
|       | Andreas Schwaller Christof Schwaller Markus Eggler Damian Grichting Marco Ramstein | Curling               | Mężczyźni                  |
|       | Gregor Stähli                                                                      | Skeleton              | Skeleton mężczyzn          |
|       | Fabienne Reuteler                                                                  | Snowboarding          | Half pipe kobiet           |

## Wyniki reprezentantów Szwajcarii

### Biathlon
Mężczyźni
- Jean-Marc Chabloz

sprint - 64. miejsce
bieg indywidualny - 61. miejsce
- Matthias Simmen

sprint - 67. miejsce
bieg indywidualny - 78. miejsce
- Roland Zwahlen

sprint - 55. miejsce
bieg pościgowy - 47. miejsce
bieg indywidualny - 58. miejsce
- Roland Zwahlen
Matthias Simmen
Jean-Marc Chabloz
Dani Niederberger

sztafeta - 18. miejsce

### Bobsleje
Mężczyźni
- Steve Anderhub, Christian Reich

Dwójki - 
- Martin Annen, Beat Hefti

Dwójki - 
- Martin Annen, Silvio Schaufelberger, Beat Hefti, Cédric Grand

Czwórki - 4. miejsce
- Christian Reich, Steve Anderhub, Guido Acklin, Urs Aeberhard

Czwórki - 6. miejsce
Kobiety
- Françoise Burdet, Katharina Sutter

Dwójki - 4. miejsce

### Biegi narciarskie
Mężczyźni
- Wilhelm Aschwanden

30 km stylem dowolnym - 38. miejsce
50 km stylem klasycznym - 32. miejsce
- Gion-Andrea Bundi

30 km stylem dowolnym - 34. miejsce
- Reto Burgermeister

15 km stylem klasycznym - 9. miejsce
50 km stylem klasycznym - 37. miejsce
- Christoph Eigenmann

Sprint stylem dowolnym - 18. miejsce
- Patrick Mächler

Bieg łączony - 40. miejsce
30 km stylem dowolnym - 28. miejsce
- Patrick Rölli

30 km stylem dowolnym - 39. miejsce
50 km stylem klasycznym - 45. miejsce
- Wilhelm Aschwanden
Reto Burgermeister
Patrick Mächler
Gion-Andrea Bundi

sztafeta - 10. miejsce
Kobiety
- Brigitte Albrecht-Loretan

15 km stylem dowolnym - 31. miejsce
Bieg łączony - 29. miejsce
- Natascia Leonardi Cortesi

10 km stylem klasycznym - 15. miejsce
15 km stylem dowolnym - 15. miejsce
30 km stylem dowolnym - 10. miejsce
- Andrea Huber

Sprint stylem dowolnym - 27. miejsce
- Laurence Rochat

10 km stylem klasycznym - DNF
Bieg łączony - 22. miejsce
30 km stylem dowolnym - 20. miejsce
- Andrea Huber
Laurence Rochat
Brigitte Albrecht-Loretan
Natascia Leonardi Cortesi

sztafeta - 

### Curling
Mężczyźni - 
- Andi Schwaller
- Christof Schwaller
- Markus Eggler
- Damian Grichting
- Marco Ramstein

Kobiety - 
- Luzia Ebnöther
- Mirjam Ott
- Tanya Frei
- Laurence Bidaud
- Nadia Röthlisberger

### Hokej na lodzie
Kobiety
- Silvia Bruggmann, Nicole Bullo, Sandra Cattaneo, Daniela Diaz, Patricia Elsmore-Sautter, Angela Frautschi, Ramona Fuhrer, Ruth Künzle, Kathrin Lehmann, Monika Leuenberger, Jeanette Marty, Julia Marty, Stefanie Marty, Christine Meier, Prisca Mosimann, Sandrine Ray, Rachel Rochat, Laura Ruhnke, Florence Schelling, Tina Schumacher - 7. miejsce

Mężczyźni
- David Aebischer, Jean-Jacques Aeschlimann, Reto von Arx, Björn Christen, Flavien Conne, Gian-Marco Crameri, Patric Della Rossa, Patrick Fischer, Martin Gerber, Martin Höhener, Sandy Jeannin, Marcel Jenni, Olivier Keller, Martin Plüss, André Rötheli, Ivo Rüthemann, Edgar Salis, Mathias Seger, Martin Steinegger, Mark Streit, Patrick Sutter, Julien Vauclair - 11. miejsce

### Kombinacja norweska
Mężczyźni
- Andreas Hartmann

Sprint - 8. miejsce
Gundersen - 9. miejsce
- Ronny Heer

Sprint - 29. miejsce
Gundersen - 29. miejsce
- Andreas Hurschler

Sprint - 21. miejsce
Gundersen - 25. miejsce
- Seppi Hurschler

Sprint - 31. miejsce
- Ivan Rieder

Gundersen - 42. miejsce
- Andreas Hurschler
Jan Schmid
Ivan Rieder
Ronny Heer

Drużynowo - 7. miejsce

### Łyżwiarstwo figurowe
Mężczyźni
- Stéphane Lambiel

soliści - 15. miejsce
Kobiety
- Sarah Meier

solistki - 13. miejsce
Pary
- Eliane Hugentobler
Daniel Hugentobler

Pary taneczne - 14. miejsce

### Narciarstwo alpejskie
Mężczyźni
- Paul Accola

supergigant - 10. miejsce
kombinacja - 6. miejsce
- Franco Cavegn

zjazd - 15. miejsce
- Didier Cuche

zjazd - 14. miejsce
supergigant - DNF
gigant - 10. miejsce
- Didier Défago

zjazd - 21. miejsce
supergigant - 6. miejsce
gigant - 14. miejsce
kombinacja - DNF
- Tobias Grünenfelder

supergigant - 12. miejsce
gigant - DNF
- Michael von Grünigen

gigant - 11. miejsce
slalom - 14. miejsce
- Ambrosi Hoffmann

zjazd - 8. miejsce
- Urs Imboden

slalom - 5. miejsce
- Bruno Kernen

kombinacja - DNF
Kobiety
- Fränzi Aufdenblatten

gigant - DNF
- Sylviane Berthod

zjazd - 7. miejsce
supergigant - DNF
- Catherine Borghi

zjazd - 19. miejsce
supergigant - 18. miejsce
kombinacja - 8. miejsce
- Corina Grünenfelder

slalom - DNF
- Lilian Kummer

gigant - DNF
- Sonja Nef

gigant - 
slalom - DNF
- Marlies Oester

slalom - DNF
kombinacja - 4. miejsce
- Corinne Rey-Bellet

zjazd - 5. miejsce
supergigant - 9. miejsce
gigant - 13. miejsce

### Narciarstwo dowolne
Mężczyźni
- Christian Kaufmann

skoki akrobatyczne - 13. miejsce
- Christian Stohr

jazda po muldach - 19. miejsce
- Martin Walti

skoki akrobatyczne - 21. miejsce
Kobiety
- Corinne Bodmer

jazda po muldach - 26. miejsce
- Evelyne Leu

skoki akrobatyczne - 11. miejsce
- Manuela Müller

skoki akrobatyczne - 20. miejsce

### Saneczkarstwo
Mężczyźni
- Reto Gilly

jedynki - 24. miejsce
- Stefan Höhener

jedynki - 13. miejsce

### Skeleton
Mężczyźni
- Gregor Stähli -

- Felix Poletti - 16. miejsce

Kobiety
- Maya Pedersen - 5. miejsce

### Skoki narciarskie
Mężczyźni
- Simon Ammann

Skocznia normalna - 
Skocznia duża - 
- Sylvain Freiholz

Skocznia normalna - 25. miejsce
Skocznia duża - 27. miejsce
- Andreas Küttel

Skocznia normalna - 22. miejsce
Skocznia duża - 6. miejsce
- Marco Steinauer

Skocznia duża - 45. miejsce
- Marco Steinauer
Sylvain Freiholz
Andreas Küttel
Simon Ammann

Drużynowo - 7. miejsce

### Snowboard
Mężczyźni
- Therry Brunner

halfpipe - 13. miejsce
- Marcel Hitz

halfpipe - 15. miejsce
- Gilles Jaquet

gigant równoległy - 9. miejsce
- Ueli Kestenholz

gigant równoległy - DNF
- Philipp Schoch

gigant równoległy - 
- Simon Schoch

gigant równoległy - 25. miejsce
- Gian Simmen

halfpipe - 18. miejsce
Kobiety
- Nadia Livers

gigant równoległy - 19. miejsce
- Milena Meisser

gigant równoległy - DNF
- Daniela Meuli

gigant równoległy - 20. miejsce
- Fabienne Reuteler

halfpipe - 
- Steffi von Siebenthal

gigant równoległy - 13. miejsce